# Anläggningsmaskin

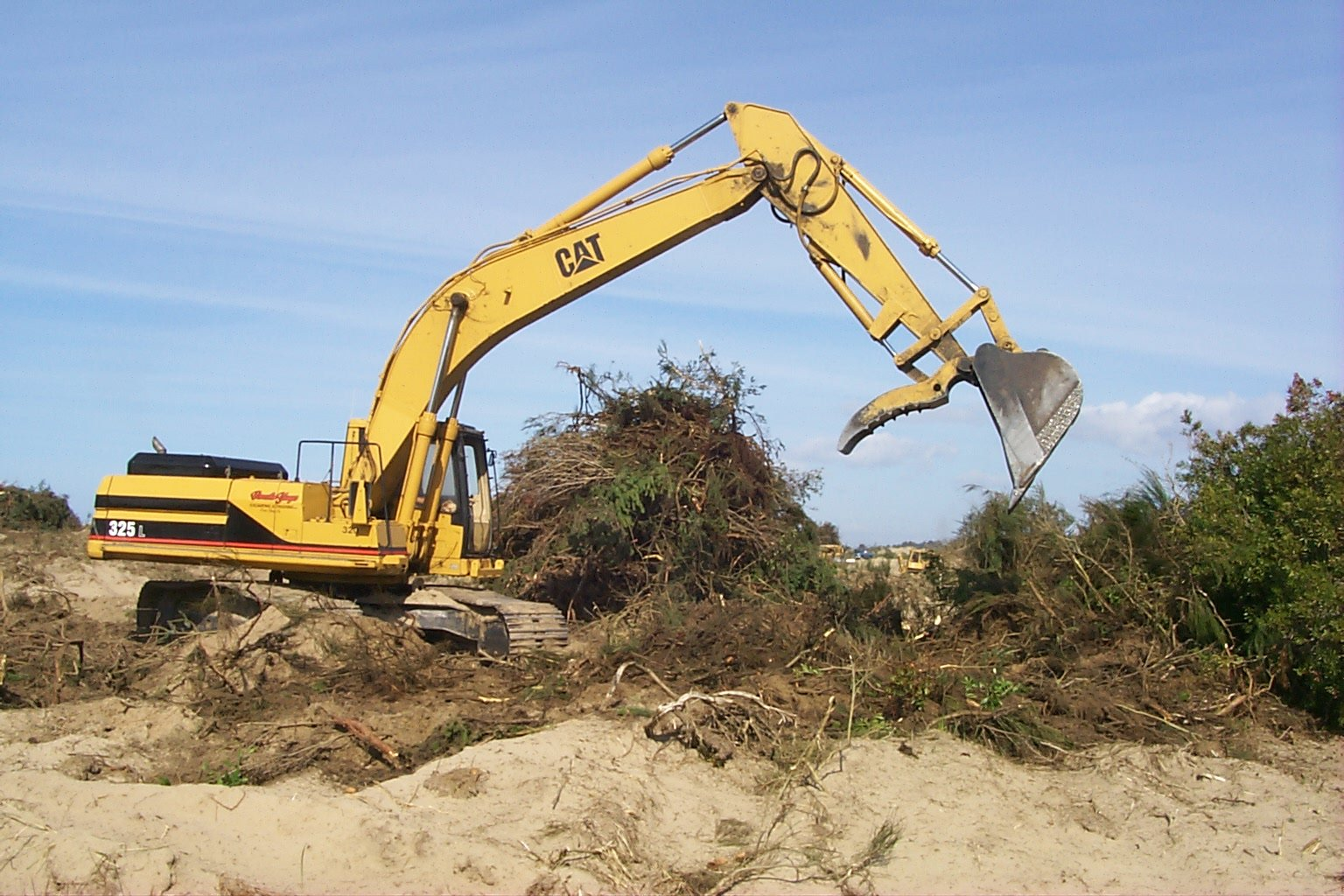
Grävmaskin

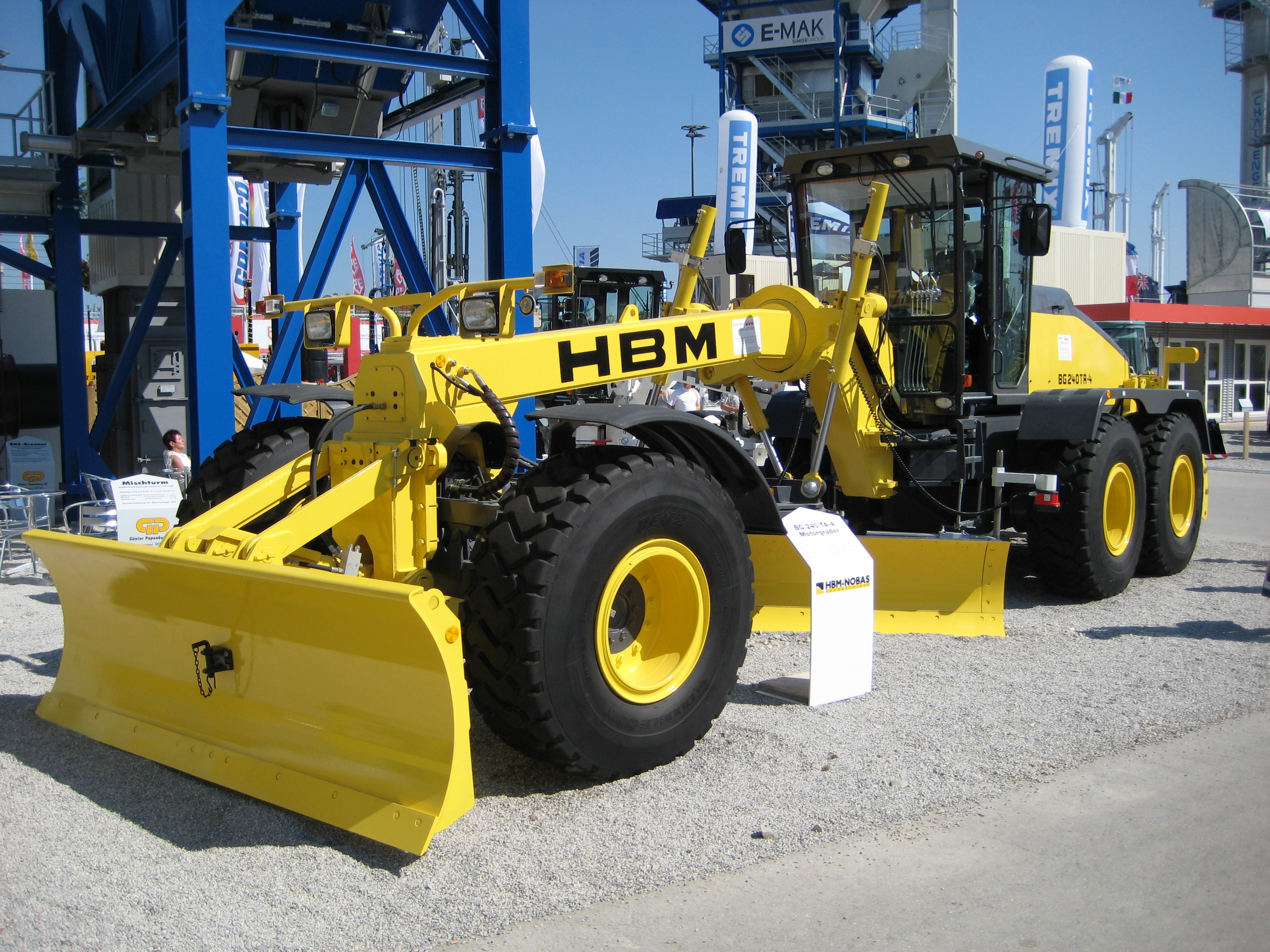
Väghyvel

Anläggningsmaskin är en maskin eller ett motordrivet fordon som används för markarbeten, vägunderhåll, byggen, rivning, jordbruk eller godshantering. De brukar klassas som traktorer eller motorredskap. Eftersom denna typ av maskiner ofta ägs och brukas av företag som utför uppdrag på entreprenad används också begreppet entreprenadmaskin.
Anläggningsmaskiner är ofta, särskilt om de är användbara för vägunderhåll, utrustade med varningslampor och lackerade i gult eller orange.

## Typer av anläggningsmaskiner
- Asfaltmaskin
- Fullortsborrmaskin
- Grävmaskin
- Grävlastare
- Hjullastare
- Väghyvel
- Dumper
- Bulldozer
- Pålkran
- Tipptruck
- Traktorgrävare
- Kompaktlastare
- Teleskoplastare
- Vägvält

## Tillverkare
- Caterpillar
- Juneverken
- Kubota
- Komatsu
- Volvo Construction Equipment
- Hitachi
- Huddig
- Merlo
- JCB
- Liebherr
- Deer